# Zombies (bande dessinée)
Pour les articles homonymes, voir Zombies (homonymie).
Zombies est une série de bande dessinée post-apocalyptique imaginée par Olivier Peru et Sophian Cholet. Il existe un spin-off dérivé de la série (tome 0) et les auteurs travaillent sur d'autres, notamment la série Zombies Néchronologies (dont le premier tome est paru en juin 2014).

## L'histoire
Dans le premier cycle, Sam fuit l'épidémie qui ravage la planète et transforme les hommes en mort-vivants affamés. Ni particulièrement bon ni foncièrement mauvais, Sam fait de son mieux pour survivre et tenter de retrouver sa fille. Dans sa quête, il fait des rencontres étonnantes qui l'aideront à se souvenir de ce que c'est qu'être humain.
Dans le tome 0, on retrouve un des personnages emblématiques du premier cycle, Serge Lapointe, au tout début de l'épidémie. On découvre quel homme il était avant et quels événements l'ont mené à devenir l'homme que l'on rencontre dans le premier cycle.

## Les personnages
Sam Coleman, père de Stacy, sa fille qu'il recherche.
Josh, petit garçon.
Serge Lapointe, ancien acteur de films de série B.

## Ordre de lecture
Le scénariste, Olivier Peru, conseille de lire le premier cycle avant le tome 0, mais ce tome constitue une histoire qui peut être lue de façon tout à fait indépendante par rapport à la série.

## Les Albums

### Premier Cycle
1. La divine comédie, scénario d’Olivier Peru et dessins de Sophian Cholet, couleurs de Simon Champelovier, 2010, Soleil Productions.
2. De la brièveté de la vie, scénario d’Olivier Peru et dessins de Sophian Cholet, couleurs de Simon Champelovier, 2011, Soleil Productions.
3. Précis de décomposition, scénario d’Olivier Peru et dessins de Sophian Cholet, couleurs de Simon Champelovier et du studio Digikore, 2013, Soleil Productions.

### Deuxième Cycle
4. Les moutons, scénario d’Olivier Peru et dessins de Sophian Cholet, couleurs de Jean Bastide, 2015, Soleil Productions.

### Spin-off
0. La mort et le mourant, scénario d’Olivier Peru et dessins de Lucio Leoni, couleurs de Vattani, 2012, Soleil Productions.
Synopsis : Rien n’arrête les morts qui marchent. Ville par ville, ils avancent et dévorent les vivants. La pandémie qui a emporté les pays pauvres se répand maintenant sur le reste du monde. Cependant, les nations développées ne prennent pas la réelle mesure du danger. LaPointe, acteur canadien de série B, pour qui le futile a meilleur goût que l’essentiel, poursuit son existence comme si de rien n’était. Invité d’honneur à un festival de cinéma d’horreur, il se retrouve piégé en Russie. Seul en territoire zombie, il comprend qu’il n’a rien d’un héros quand la réalité rejoint la fiction. Avoir tué des centaines de mort-vivants dans des films ne le rend pas meilleur qu’un autre. Aujourd’hui, plus de scénario, de doublures ou de trucages. Pourtant il doit jouer le rôle de sa vie : celui de sa survie.

### Zombies Néchronologies
1. Les Misérables, scénario d’Olivier Peru, dessins de Nicolas Pétrimaux, couleurs du studio Digikore et de Nicolas Pétrimaux, illustration de couverture de Sophian Cholet, mise en couleurs de l'illustration de couverture de Julie Rouvière, 2014, Soleil Productions.
Synopsis : Paris. Le virus a transformé la capitale française en bombe à retardement. Un exode massif jette des milliers de gens sains et de zombies sur les routes. L'horreur embrase l'Europe et aucune nation ne parvient à y faire face. Charles, garde du corps expérimenté de l'Élysée, doit protéger le chef de l'État coûte que coûte... Mais sa mission a-t-elle encore un sens ? L'idée même de la République et un président qui ne mérite pas qu'on le sauve valent-ils plus que sa propre vie ? Charles doit choisir sa bataille.
2. Mort parce que bête, scénario d’Olivier Peru, dessins d'Arnaud Boudoiron, couleurs du studio Digikore, illustration de couverture de Sophian Cholet, mise en couleurs de l'illustration de couverture de Julie Rouvière, 2015, Soleil Productions. Prépublié dans L'immanquable no 51 à 52 (avril à juin 2015).
Synopsis : Stockholm, quelques mois après l'apparition du virus. L'hiver et les zombies ont transformé la ville en un désert glacé. Seule une poignée de survivants a trouvé refuge dans un bunker et résiste à la mort. Avant de se couper du monde, tous travaillaient sur un jeu vidéo de zombies et pensent pouvoir tenir bon. Mais confrontés à une réalité plus forte que la fiction, dans la faim, la peur et l'isolement, ils découvrent qui ils sont vraiment et se rendent à l'évidence : trop nombreux, divisés, et prêts à se battre pour une boîte de conserve... Ils ne verront pas tous la fin de l'hiver.
3.La Peste, scénario d'Olivier Peru, dessins de Stephane Bervas, couleurs du studio Digikore, illustration de couverture de Sophian Cholet, mise en couleurs de l'illustration de couverture de Julie Rouvière, 2017, Soleil Productions.
Synopsis : Les îles japonaises sont ravagées par les zombies. Mais dans un village de montagne, un millier de civils, des militaires et des chercheurs tiennent bon. Ils ont en leur possession une momie plusieurs fois millénaire à partir de laquelle le virus a été créé. En explorant les origines du mal, les scientifiques espèrent lui trouver un remède ; ils ne reculent devant aucun sacrifice, aucune expérience, pour arriver à leurs fins. Le résultat de leurs travaux pourrait aussi bien offrir une deuxième chance à l'humanité que la précipiter vers une extinction plus rapide.

## Accueil critique
À sa sortie, le tome 1 est accueilli positivement de façon assez unanime. Sur le site BD Gest, le critique P. Virgilio qualifie la Divine Comédie de vraie réussite.
Le critique Mathieu Drouot, sur Actua BD parle du tome 2 comme d'une nouveauté réjouissante, qui nous confirme que cette série axée sur une action terriblement efficace n’a absolument pas à rougir de ses cousines d’outre Atlantique.
La sortie de l'intégrale des trois premiers tomes en 2017, est saluée par Jonathan Bara, sur Planète BD, comme une référence avec un scénario de haute volée